# Les Périades
Les Périades sont une crête de pointes rocheuses du versant français du massif du Mont-Blanc, culminant à 3 549 m d'altitude et s'étendant sur 1,5 km de longueur entre le col du mont Mallet et le col du Tacul (qui donne sur l'aiguille du Tacul). Elles dominent à l'ouest le glacier des Périades et à l'est le glacier du Mont-Mallet.

## Géographie
Elle est constituée du sud au nord par :
- la pointe Auguste Cupelin - 3 549 m - Robert Merle d'Aubigné et Marcel Sauvage le 12 juillet 1926 ;
- le gendarme Bifide au nord de la pointe Cupelin R. Barbier, Maurice Bernard, Pierre Chevalier et Guy Labour, le 14 août 1927 ;
- la pointe 3 517 m, non gravie en 1979 ;
- la pointe de la Fenêtre ou gendarme Nord - 3 507 m, André Contamine, Karékine Gurékian, F. Perrin, J. Piégay, R. Simonet le 25 août 1946 ;
- les gendarmes Médians, J. Choisy et J. Paris, le 24 août 1928 ;
- le gendarme Nord, non gravi en 1979 ;
- la brêche supérieure de Périades ou brêche Puiseux, 3 432 m, R. et Victor Puiseux avec Gustave-Alfred Couttet, le 28 juillet 1925 ; à proximité de cette brêche, vers 3 450 m, se trouve le petit bivouac des Périades ;
- la pointe Sisyphe - 3 460 m - Maurice Bernard et Pierre Chevalier, le 4 août 1926 ;
- la brêche des Périades - 3 401 m ;
- la pointe Alfred Simond - 3 457 m - Maurice Bernard et Pierre Chevalier, le 7 août 1926 ;
- la pointe Nini - 3 455 m - Nini Pietrasanta, Gabriele Boccalatte, Renato Chabod et Piero Ghiglione le 19 août 1932 ;
- la pointe Francois Simond - 3 493 m - A. Jacquemart et M. de Prandières avec Armand Charlet, le 31 juillet 1926 ;
- la pointe des Périades (ou pointe Paul Perret) - 3 503 m - Paul Perret avec François et Alfred Simond, le 27 juillet 1883.

## Histoire
Les Périades étaient jusqu'à la fin du XIXe siècle le nom donné à l'aiguille du Tacul, bien visible depuis le Montenvers. Geoffrey Winthrop Young et son guide Joseph Knubel en avaient gravi trois sommets non identifiés avant 1914.

## Bivouac de secours des Périades
Il est situé à 3 441 m d'altitude, entre la pointe Sisyphe et la pointe de le Fenêtre, au débouché  de la brèche Puiseux.
C'est initialement un abri en bois de 3 m sur 2 m et d'une hauteur de 1,5 m, offrant trois places. Il est construit en 1925 par deux membres du Groupe de haute montagne (GHM), Paul Chevalier (dont il porte le nom jusqu'en 1946) et Maurice Sauvage, et inauguré le 28 août 1928. Il devient la propriété du Clun alpin français (CAF). Armand Couttet, ancien président du syndicat des guides, fabrique une nouvelle porte qu'il installe en 1957. En 1996, il est rénové par Armand Comte et Serge Bladet. Après un effondrement partiel, survenu fin juillet 2019 à cause de la fonte du permafrost, une tentative de redressement est effectuée mi-août 2019. La construction est finalement démontée pour être exposée au musée alpin de Chamonix. Le 20 juillet 2020, un nouveau bivouac de deux places en bois, pesant 700 kg, est héliporté et mis en place sur une plateforme, à proximité immédiate de l'ancien,,.